# The Great American Bash (WWE)

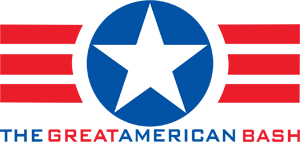
Logo dell'evento

The Great American Bash è stato un evento in pay-per-view di wrestling organizzato annualmente dalla World Wrestling Entertainment tra il 2004 e il 2008.
La prima edizione dell'evento risale al 2004 come tributo all'omonimo pay-per-view della World Championship Wrestling. Nel 2009 fu rimosso dal calendario e sostituito da The Bash.

## Edizioni
|  | Evento esclusivo del roster di SmackDown |

| Edizione        | Data           | Città        | Sede                              | Main event                     |
| --------------- | -------------- | ------------ | --------------------------------- | ------------------------------ |
| 2004 (Dettagli) | 27 giugno 2004 | Norfolk      | Norfolk Scope                     | Dudley Boyz vs. The Undertaker |
| 2005 (Dettagli) | 24 luglio 2005 | Buffalo      | HSBC Arena                        | Batista vs. JBL                |
| 2006 (Dettagli) | 23 luglio 2006 | Indianapolis | Conseco Fieldhouse                | King Booker vs. Rey Mysterio   |
| 2007 (Dettagli) | 22 luglio 2007 | San Jose     | HP Pavilion                       | Bobby Lashley vs. John Cena    |
| 2008 (Dettagli) | 20 luglio 2008 | Uniondale    | Nassau Veterans Memorial Coliseum | Edge vs. Triple H              |